# Orhon járás (Szelenga)
Orhon járás (mongol nyelven: Орхон сум) Mongólia Szelenga tartományának egyik járása. Területe 1300 km². Népessége kb. 2800 fő.
Székhelye Nart (Нарт), mely 160 km-re fekszik Szühebátor tartományi székhelytől.